# Koniușeve, Mirhorod
Koniușeve (în ucraineană Конюшеве) este un sat în așezarea urbană Romodan din raionul Mirhorod, regiunea Poltava, Ucraina.

## Demografie
Componența lingvistică a localității Koniușeve
     Ucraineană (100%)
Conform recensământului din 2001, toată populația localității Koniușeve era vorbitoare de ucraineană (100%).